# 庫皮拉 (米蘭達州)
10°9′43″N 65°41′59″W / 10.16194°N 65.69972°W
庫皮拉（西班牙語：Cúpira），是委內瑞拉的城鎮，位於該國北部米蘭達州，是佩德羅古亞爾市的首府，始建於1726年，海拔高度280米，主要經濟活動是旅遊業和製造業。